# チェルヴォ
チェルヴォ(伊: Cervo)は、イタリア共和国リグーリア州インペリア県にある、人口約1,100人の基礎自治体（コムーネ）。

## 地理

### 位置・広がり
インペリア県東端のコムーネである。

#### 隣接コムーネ
隣接するコムーネは以下の通り。括弧内のSVはサヴォーナ県所属を示す。
- アンドーラ (SV)
- サン・バルトロメーオ・アル・マーレ

### 地震分類
イタリアの地震リスク階級 (it) では、2 に分類される
。

## 文化・観光
「イタリアの最も美しい村」クラブ加盟コムーネである。

## 姉妹都市
- セルボ、スペイン 2008年